# Luis Medina Cantalejo
Luis Medina Cantalejo (Sevilla, 1964. március 1. –) spanyol nemzetközi labdarúgó-játékvezető. Jelenlegi lakhelye Tomaresben van.

## Pályafutása

### Nemzeti játékvezetés
Nem esett messze az alma a fájától, az apa és a nagyapa is játékvezetőként tevékenykedett. A játékvezetői vizsga megszerzését követően különböző labdarúgó osztályokban szerezte meg a szükséges tapasztalatokat. Ellenőreinek, sportvezetőinek javaslatára 1993–1995 között B ligás, 1995–1998 között I. osztályú és 1998-ban lett a legmagasabb labdarúgó osztály játékvezetője. Szakmai felkészültségére jellemző, hogy a Real Madrid CF és az FC Barcelona több összecsapását vezethette. Az aktív nemzeti játékvezetéstől 2009-ben vontult vissza. Vezetett bajnoki mérkőzéseinek száma: 174 (2009)

#### Nemzeti kupamérkőzések
Vezetett Kupa-döntők száma: 3.

##### Spanyol labdarúgókupa
| Időpont           | Helyszín                          | Mérkőzés típusa | Mérkőzés                     | Eredmény | Nézők száma |
| ----------------- | --------------------------------- | --------------- | ---------------------------- | -------- | ----------- |
| 2006. április 12. | Santiago Bernabeu Stadion, Madrid | döntő           | RCD Espanyol–Real Zaragoza   | 4 : 1    | 78 000      |
| 2009. május 13.   | Mestalla Stadion, Valencia        | döntő           | Athletic Bilbao–FC Barcelona | 1 : 4    | 50 000      |

##### Spanyol labdarúgó-szuperkupa
A spanyol JB szakmai munkájának elismeréseként megbízta a döntő vezetésére.
| Időpont              | Helyszín                   | Mérkőzés típusa     | Mérkőzés                   | Eredmény |
| -------------------- | -------------------------- | ------------------- | -------------------------- | -------- |
| 2008. augusztus 17.. | Mestalla Stadion, Valencia | döntő első mérkőzés | Valencia CF–Real Madrid CF | 3 : 2    |

### Nemzetközi játékvezetés
A Spanyol labdarúgó-szövetség felterjesztésére 2002-ben lett a Nemzetközi Labdarúgó-szövetség (FIFA) játékvezetői keretének tagja. Több válogatott és nemzetközi klubmérkőzést vezetett. UEFA besorolás szerint a „mester” kategóriába tevékenykedett. A spanyol nemzetközi játékvezetők rangsorában, a világbajnokság-Európa-bajnokság sorrendjében többedmagával a 2. helyet foglalja el 14 találkozó szolgálatával. Az aktív nemzetközi játékvezetéstől 2009-ben vonult vissza.
| Időpont             | Helyszín                 | Mérkőzés típusa          | Mérkőzés           | Eredmény |
| ------------------- | ------------------------ | ------------------------ | ------------------ | -------- |
| 2004. szeptember 4. | Nemzeti Stadion, Trabzon | első nemzetközi mérkőzés | Törökország–Grúzia | 1 : 1    |

#### Labdarúgó-világbajnokság

##### U20-as labdarúgó-világbajnokság
Hollandia rendezte a 2005-ös ifjúsági labdarúgó-világbajnokságot, ahol a FIFA JB bíróként alkalmazta.

###### 2005-ös ifjúsági labdarúgó-világbajnokság
| Időpont          | Helyszín                           | Mérkőzés típusa              | Mérkőzés            | Eredmény | Nézők száma |
| ---------------- | ---------------------------------- | ---------------------------- | ------------------- | -------- | ----------- |
| 2005. június 10. | Parkstad Limburg Stadion, Kerkrade | csoportmérkőzés (A. csoport) | Benin–Ausztrália    | 1 : 1    | 4 500       |
| 2005. június 12. | Univé Stadion, Emmen               | csoportmérkőzés (F. csoport) | Brazília–Nigéria    | 0 : 0    | 8 500       |
| 2005. június 17. | De Vijverberg Stadion, Doetinchem  | csoportmérkőzés (B. csoport) | Törökország–Ukrajna | 2 : 2    | 9 500       |
| 2005. július 2.  | Galgenwaard Stadion, Utrecht       | bronz mérkőzés               | Brazília–Marokkó    | 2 : 1    | 20 000      |

---
A világbajnoki döntőhöz vezető úton Németországba a XVIII., a 2006-os labdarúgó-világbajnokságra illetve Dél-Afrikába a XIX., a 2010-es labdarúgó-világbajnokságra a FIFA JB bíróként alkalmazta. A németországi világbajnokságra a tartalék sorból lépett előre, mert a hivatalosan küldött egyik játékvezető asszisztense nem tudta teljesíteni a fizikai tesztet.  Az Olaszország–Franciaország (1:1) döntő mérkőzést irányító Horacio Elizondo segédjátékvezetője, 4. játékvezető volt. Ő észlelte, majd jelezte Darío García partjelzőnek, hogy Zinédine Zidane fejjel "kiütötte", az őt mérgesítő Marco Materazzit. Az oldalbíró tájékoztatása alapján a játékvezető kiállította Zidane-t. Világbajnokságon vezetett mérkőzéseinek száma: 4

##### 2006-os labdarúgó-világbajnokság

###### Selejtező mérkőzés
| Időpont             | Helyszín                            | Mérkőzés típusa                      | Mérkőzés           | Eredmény | Nézők száma |
| ------------------- | ----------------------------------- | ------------------------------------ | ------------------ | -------- | ----------- |
| 2004. szeptember 4. | Hüseyin Avni Aker Stadion, Trabzon  | előselejtező (2. csoport)            | Törökország–Grúzia | 1 : 1    | 10 169      |
| 2005. március 26.   | Valentin Stănescu Stadion, Bukarest | előselejtező (1. csoport)            | Románia–Hollandia  | 0 : 2    | 19 000      |
| 2005. szeptember 3. | Petrol Stadion, Celje               | előselejtező (5. csoport)            | Szlovénia–Norvégia | 2 : 3    | 10 055      |
| 2005. október 8.    | Old Trafford Stadion, Manchester    | előselejtező (6. csoport)            | Anglia–Ausztria    | 1 : 0    | 64 822      |
| 2005. november 16.  | Telstra Stadion, Sydney             | CONMEBOL/OFC selejtező (2. mérkőzés) | Ausztrália–Uruguay | 1 : 0    | 82 698      |

###### Világbajnoki mérkőzés
| Időpont          | Helyszín                             | Mérkőzés típusa              | Mérkőzés                  | Eredmény | Nézők száma |
| ---------------- | ------------------------------------ | ---------------------------- | ------------------------- | -------- | ----------- |
| 2006. június 14. | Westfalen Stadion, Dortmund          | csoportmérkőzés (A. csoport) | Németország–Lengyelország | 1 : 0    | 65 000      |
| 2006. június 21. | Wald Stadion, Frankfurt              | csoportmérkőzés (C. csoport) | Argentína–Hollandia       | 0 : 0    | 48 000      |
| 2006. június 26. | Fritz-Walter Stadion, Kaiserslautern | egyik nyolcaddöntő           | Olaszország–Ausztrália    | 1 : 0    | 46 000      |
| 2006. július 1.  | Wald Stadion, Frankfurt              | egyik elődöntő               | Franciaország–Brazília    | 1 : 0    | 48 000      |

##### 2010-es labdarúgó-világbajnokság

###### Selejtező mérkőzés
| Időpont           | Helyszín                    | Mérkőzés típusa           | Mérkőzés          | Eredmény | Nézők száma |
| ----------------- | --------------------------- | ------------------------- | ----------------- | -------- | ----------- |
| 2008. október 15. | Karaiskaki Stadion, Pireusz | előselejtező (2. csoport) | Görögország–Svájc | 1 : 2    | 28 810      |

#### Labdarúgó-Európa-bajnokság

##### U21-es labdarúgó-Európa-bajnokság
Németország rendezte a 14., a 2004-es U21-es labdarúgó-Európa-bajnokságot, ahol az UEFA JB hivatalnoki feladatokkal látta el.

###### 2004-es U21-es labdarúgó-Európa-bajnokság
| Időpont         | Helyszín                        | Mérkőzés típusa              | Mérkőzés                           | Eredmény |
| --------------- | ------------------------------- | ---------------------------- | ---------------------------------- | -------- |
| 2004. május 27. | Niederrhein Stadion, Oberhausen | csoportmérkőzés (A. csoport) | Szerbia és Montenegró–Horvátország | 3 : 2    |
| 2004. május 30. | Carl-Benz Stadion, Mannheim     | csoportmérkőzés (B. csoport) | Németország–Svédország             | 1 : 2    |
| 2004. június 8. | Niederrhein Stadion, Oberhausen | olimpiai pót-selejtező       | Portugália–Svédország              | 3 : 2    |
| 2004. június 8. | Ruhr Stadion, Bochum            | döntő                        | Olaszország–Szerbia és Montenegró  | 3 : 0    |

---
Az európai-labdarúgó torna döntőjéhez vezető úton Ausztriába és Svájcba a XIII., a 2008-as labdarúgó-Európa-bajnokságra az UEFA JB játékvezetőként foglalkoztatta.

##### 2008-as labdarúgó-Európa-bajnokság

###### Selejtező mérkőzés
| Időpont             | Helyszín                            | Mérkőzés típusa           | Mérkőzés              | Eredmény | Nézők száma |
| ------------------- | ----------------------------------- | ------------------------- | --------------------- | -------- | ----------- |
| 2006. szeptember 2. | Gottlieb-Daimler Stadion, Stuttgart | előselejtező (D. csoport) | Németország–Írország  | 1 : 0    | 53 200      |
| 2007. június 2.     | Francia Stadion, Párizs             | előselejtező (B. csoport) | Franciaország–Ukrajna | 2 : 0    | 80 051      |
| 2007. szeptember 8. | Városi Stadion, Amszterdam          | előselejtező (G. csoport) | Hollandia–Bulgária    | 2 : 0    | 50 000      |
| 2007. október 17.   | Luzhniki Stadion, Moszkva           | előselejtező (E. csoport) | Oroszország–Anglia    | 2 : 1    | 80 000      |

#### Nemzetközi kupamérkőzések
Vezetett Kupa-döntők száma: 1.

##### UEFA-kupa
Az UEFA JB elismerve szakmai felkészültségét megbízta a döntő koordinálásával.
| Időpont         | Helyszín                           | Mérkőzés típusa | Mérkőzés                          | Asszisztensek                                        | Eredmény | Nézők száma |
| --------------- | ---------------------------------- | --------------- | --------------------------------- | ---------------------------------------------------- | -------- | ----------- |
| 2009. május 20. | Şükrü Saracoğlu Stadion, Isztambul | döntő           | FK Sahtar Doneck–SV Werder Bremen | Jesús Calvo Guadamuro/Roberto Díaz Pérez Del Palomar | 2 : 1    | 37 357      |

## Szakmai sikerek
Az IFFHS (International Federation of Football History & Statistics) 1987-2011 évadokról tartott nemzetközi szavazásán 151, játékvezető besorolásával minden idők 36, legjobb bírójának rangsorolta, holtversenyben José García Aranda társaságában. A 2008-as szavazáshoz képest 8 pozíciót előbbre lépett.

## Magyar kapcsolat
| Időpont | Helyszín                         | Mérkőzés típusa    | Mérkőzés                           | Asszisztensek                                   | Eredmény |
| ------- | -------------------------------- | ------------------ | ---------------------------------- | ----------------------------------------------- | -------- |
| 2005.   | Old Trafford Stadion, Manchester | selejtező (3. kör) | Manchester United FC–Debreceni VSC | Oscar Martinez Samaniego/Pedro Medina Hernandez | 3 : 0    |